# Paulisana rufina
Paulisana rufina är en fjärilsart som beskrevs av Sergius G. Kiriakoff 1960. Paulisana rufina ingår i släktet Paulisana och familjen tandspinnare. Inga underarter finns listade i Catalogue of Life.